# Bjergene (dokumentarfilm)
|  | Denne artikel er oprettet af botten Steenthbot ud fra en ekstern database. Den kan derfor have sproglige fejl eller mangler. Denne skabelon kan fjernes efter kontrol af indholdet. |

 For alternative betydninger, se Bjergene. (Se også artikler, som begynder med Bjergene)
Bjergene er en dansk dokumentarfilm fra 2023 instrueret af Christian Einshøj.

## Handling
En fortælling om en skandinavisk middelklassefamilie, ramt af en ubærlig tragedie. Gennem 30 års hjemmevideo, 75.000 film negativer og en 1.600 kilometers superhelte mission til Polarcirklen, undersøger filmen efterdønningerne af et smertefuldt tab, der på forskellig vis har sat dybe spor i familien og gradvist trukket dem væk fra hinanden.

## Medvirkende
- Christian Einshøj
- Frederik Einshøj
- Alexander Einshøj
- Eva Einshøj
- Søren Einshøj